# E763 (trasa europejska)
E763 – trasa europejska biegnąca przez Serbię i Czarnogórę. Zaliczana do tras kategorii B droga łączy Belgrad z Bijelim Poljem. 

## Przebieg trasy
Serbia:
- Belgrad E70 E75
- Čačak E761
- Nova Varoš

Czarnogóra:
- Bijelo Polje E65